# Anthony Oldham
Anthony John Oldham (Londra, 29 marzo 1913 – Canada, 5 aprile 1992) è stato un militare britannico, comandante della Divisione partigiana Lunense che operò in Garfagnana (in provincia di Lucca) oltre la cosiddetta Linea Gotica fino al novembre del 1944 nell'ambito dell'avanzata alleata in Italia.

## Biografia
Figlio di Frank Machin Oldham e Anne Mar Anderson, famiglia proveniente da Shirley Holmes, Lymington. Fin da giovanissimo ebbe una spiccata vocazione per la vita militare. Dopo aver completato gli studi al Dulwich College prestò servizio nei Queen's Own Cameron Highlander tra il 1932 e il 1934, venendo assegnato nel 1935, all'età di ventidue anni, al British Indian Army, fatto che lo condusse a prestare servizio a Calcutta, nel distretto di Parganas, centro militare e amministrativo britannico e sede di un'importante accademia di addestramento. Nel 1937 fu aggregato alla 5th fanteria leggera Mahratta. Conseguita la specializzazione nel settore di trasporti e comunicazioni, fu trasferito ad Aden nel 1940 e partecipò ai combattimento in Sudan nell'anno successivo col grado di Capitano. Combatté poi in Africa settentrionale col ruolo di vicecomandante della piattaforma di Tobruch ricevendo temporaneamente il grado di Maggiore. Qui venne catturato dalle forze dell'Asse il 21 giugno del 1942 assieme ad altri 25.000 britannici. Condotto al campo smistamento di Bari, venne dunque trasferito al campo di prigionia 29 di Veano, Piacenza, presso Villa Alberoni. Il 1 luglio del 1942 tentò di fuggire assieme ad altri ufficiali ma venne catturato nuovamente dopo due giorni.

## La guerra partigiana in Italia
Oldham venne liberato all'indomani dell'armistizio dell'8 settembre 1943, assieme ad altri ufficiali britannici decise di andare verso la costa tirrenica per trovare un imbarco verso la Corsica sotto controllo alleato. Durante il viaggio ricevette assistenza, vitto e alloggio da parte della popolazione delle aree rurali, ferito ad una gamba si fermò in Garfagnana, dove venne trovato in un casolare da Orlando Fiori, che si prese cura di lui per un mese, venendo rimborsato per le spese sostenute dopo la fine della guerra. Con l'assestamento sulla Linea Gotica delle forze del Terzo Reich, la zona divenne pericolosa e Oldham si mosse, sotto consiglio di antifascisti locali e carabinieri fedeli al Regno d'Italia, per cercare di entrare in contatto con la resistenza partigiana. Oldham entrò nel distaccamento Monte Tondo del Gruppo Valanga, poi passò alla divisione Garibaldi della Lunense, che comandò in operazioni di guerra nel novembre del 1944, che ebbero però scarso risultato a causa della confusione generata dalla marcia notturna e dalla cattiva coordinazione tra le forze alleate e partigiane, fatto dopo il quale la Lunense fu sciolta a causa delle numerose perdite subite.